# Черниговский переулок
Черни́говский переу́лок — переулок в районе Замоскворечье Центрального административного округа города Москвы. Проходит от Пятницкой улицы до Большой Ордынки. Один из «кривоколенных» переулков Москвы, делает два поворота под прямым углом на пути немногим более 200 метров. Нумерация домов начинается от Пятницкой улицы.

## Происхождение названия
Название дано по храму Михаила и Фёдора Черниговских, который находится в переулке.
Князь Михаил Черниговский и прислуживавший ему боярин Фёдор погибли в 1246 в Золотой Орде. Их останки были временно захоронены в замоскворецком Ивановском монастыре (1572). В их память построен храм Михаила и Фёдора Черниговских (существующий каменный храм — 1675).

## Примечательные здания и сооружения
| - Палаты XVIII века и бывшая гимназия Косицына - Ансамбль храмов Черниговского переулка - Храм Усекновения Главы Иоанна Предтечи под Бором - Церковь Михаила и Фёдора Черниговских - Доходный дом А. А. Дурилина (1906) |

По нечётной стороне:
- № 1/6 — дом XIX века с палатами XVII века.
- № 3 — церковь Михаила и Фёдора Черниговских, 1675. Построена на деньги купчихи И. И. Малютиной на землях б. Ивановского монастыря, на месте деревянной церкви 1625. Ограда XVIII века, решётки XIX века.
- № 9/13, стр. 2 — городская усадьба XVIII—XIX веков с палатами XVIII века (гимназия Косицына, 1906, арх. В. В. Шервуд). Здание занимает Международный фонд славянской письменности и культуры. При фонде с 1993 года работает музей Игоря Талькова[2].
- № 9/13, стр. 1 — доходный дом А. А. Дурилина. (1906 г., архитектор В. В. Шервуд). Надстройка 5-6 этаж 1933 г.

По чётной стороне:
- № 2/4 — Пятницкий странноприимный дом с колокольней храма Иоанна Предтечи, 1758. Дом при церкви (1895) и мраморный иконостас храма (1896) сооружены архитектором Ф. О. Шехтелем.
- № 2/4 стр. 5-9 — храм Усекновения Главы Иоанна Предтечи под Бором, 1658.
- № 4/9 — доходный дом И. Ф. Нейштадта (1913—1916, архитектор К. А. Дулин)
- № 6/11 — доходный дом XIX—XX веков.